# Equipo de José
El Equipo de José es el apelativo de un plantel futbolístico del Racing Club de Argentina, ganador de tres títulos oficiales durante los años 1960. La denominación proviene del segundo nombre del entrenador, Juan José Pizzuti, utilizado por la hinchada en el cántico «Y ya lo ve, y ya lo ve, es el equipo de José». Es frecuentemente señalado por especialistas, exfutbolistas y aficionados como uno de los equipos más destacados en la historia del club y del fútbol argentino.
Durante su ciclo, estableció varios récords y pasó de ser un equipo inicialmente subestimado a convertirse en uno de los principales referentes del fútbol argentino. En 1966 conquistó el Campeonato de Primera División tras 38 fechas, con una única derrota como visitante y un invicto como local. Se destacó por su enfoque en el desarrollo juvenil y el juego colectivo, con un estilo basado en la movilidad y la rotación constante de posiciones, que algunos especialistas consideran un antecedente conceptual del fútbol total desarrollado por la selección de los Países Bajos en los años 1970.
Al año siguiente, obtuvo la Copa Libertadores en su edición más extensa hasta entonces, disputando 20 partidos antes de vencer a Nacional de Uruguay en la final. Posteriormente, se consagró campeón de la Copa Intercontinental tras derrotar al Celtic de Escocia en Montevideo, convirtiéndose en el primer equipo argentino en consagrarse campeón mundial.
|                 |                        |                            |
| Campeonato 1966 | Copa Libertadores 1967 | Copa Intercontinental 1967 |

## Temporada 1965
Tras su retiro como futbolista, Juan José Pizzuti debutó como entrenador de Chacarita Juniors en 1964. En el Campeonato 1965 lo dirigió 18 partidos, hasta un empate 0–0 contra Racing Club, que ocupaba el último puesto. Una semana después, el 19 de septiembre, asumió en este último junto al preparador físico Rufino Ojeda y debutó con victoria 3–1 ante el puntero River Plate.
Su único revés fue en su segundo partido, 2–0 ante San Lorenzo. En ese encuentro —según el socio Francisco Trabes—, la Guardia Imperial, liderada por el Gallego Títolo, adoptó un cántico de la Butteler dedicado a su técnico José Barreiro: «Y ya lo ve, y ya lo ve, es el equipo de José». Sin embargo, según el jugador Juan Carlos Cárdenas, fueron los propios futbolistas quienes comenzaron a entonarlo en los vestuarios. Desde entonces, la frase quedó asociada a Pizzuti, cuyo equipo no volvió a perder en el torneo y logró el quinto puesto.

## Temporada 1966
La pretemporada de 1966 estuvo marcada por dificultades económicas. El club carecía de recursos para incorporar refuerzos de jerarquía y adeudaba tres meses de sueldo a su plantel, por lo cual perdió a figuras clave como Luis Pentrelli, Norberto Anido y José Pastoriza, quien fue intercambiado a Independiente por Miguel Mori. Por pedido del preparador Ojeda, llegaron Fernando Parenti desde Lanús y Nelson Chabay desde Racing (Montevideo), y por la escasez de delanteros, Rodolfo Vicente y Néstor Rambert subieron de reserva a primera. 
En enero de 1966, Pizzuti dejó en claro su filosofía de juego. Con un plantel lleno de juveniles, él apostó por su desarrollo.

¿Sabe qué pienso de este trabajo de entrenador? Que el asunto principal es orientar a los jugadores. De fútbol todos saben un poco más o un poco menos. Sin embargo, se juega peor que antes. ¿Sabe por qué? Porque la mayoría de los jugadores no saben ubicarse en el campo de juego. Juegan y juegan, pero no encuentran su verdadera posición... Me gusta trabajar con los pibes. Pienso que la solución de todos nuestros problemas está allí. Si no, fíjense qué jugadores sacó Racing por necesidad: (Roberto) Perfumo, (Alfio) Basile, ese pibe (Rubén) Díaz, (Rodolfo) Vicente, el arquero (Agustín) Cejas ¿Se da cuenta del capital en hombres y pesos que hay allí?
Juan José Pizzuti vía entrevista en enero de 1966

Debutó en la Copa Carranza, de carácter amistoso, el 14 de febrero, con una victoria 2–1 sobre el Sparta Praga de Checoslovaquia. En aquel encuentro, la delantera estuvo conformada por Vicente, Parenti, Cárdenas, Martinoli y Rodríguez. Dos días después, el 16 de febrero, disputó la final del torneo ante Botafogo, cayendo derrotado 2–0. Ambos encuentros se jugaron en el estadio de la Doble Visera del club Independiente.

### Campeonato de Primera División
Comenzó el 6 de marzo con un triunfo 2–0 sobre Atlanta como local, cosechando así su 15.º partido invicto. Posteriormente empató 0–0 con Vélez Sarsfield en un partido trabado, aunque logró una victoria 2–0 en la tercera fecha contra Newell's Old Boys con goles de Alfio Basile, quien consideró al segundo como el mejor que hizo en su vida.
Luego de una victoria 5–0 contra Quilmes, con un póquer de Jaime Martinoli, y un empate 0–0 con Banfield, empezó a compartir el primer puesto junto a Independiente. Alcanzó la punta en soledad el 10 de abril tras vencer 1–0 a Chacarita Juniors, en un encuentro que tuvo como particularidad el regreso de Humberto Maschio al fútbol argentino. Sin embargo, al siguiente partido, un empate 1–1 con River Plate, la perdió. Este mismo tuvo como particularidad la lesión de Agustín Mario Cejas, quien perdió su invicto de 666 minutos y fue reemplazado por Luis Carrizo en lo restante de campeonato.
En la octava fecha volvió a compartir la punta junto a Boca Juniors e Independiente con 13 puntos, luego de ganarle 1–0 a Estudiantes de La Plata. Nuevamente, quedó como único puntero el 1 de mayo tras la victoria 2–0 contra Huracán. A pesar de ello, persistían las críticas, como las del periodista Dante Panzeri, quien cuestionaba el rendimiento de Maschio. Otros, como Osvaldo Ardizzone, intentaban descifrar al equipo, reconociendo que, si bien «no entraba dentro de la órbita del gran fútbol» y «no había jerarquía», sí existía un «sentido de equipo» y «estructura», donde cada hombre sabía su obligación.
El equipo mostraba una gran movilidad y sacrificio; los delanteros participaban en la defensa, hostigando y persiguiendo al rival. Se destacaba el «ritmo constante», «espíritu de sacrificio» y «generosidad». Martín, el capitán, se convirtió en una de las figuras, reconocido por sus corridas por la banda derecha a pesar de su avanzada edad.
Racing era efectivo en ataque e imbatible en defensa, y se destacó por tener la valla menos vencida. El 29 de mayo, alcanzó un invicto de 27 partidos y sólo dos goles en contra en 13 fechas de campeonato, igualando el récord de Boca Juniors de 1943-1944. Perfumo era la gran figura, el único convocado para Copa Mundial de Fútbol en Inglaterra. A pesar de la solidez, periodistas como Juvenal seguían refiriéndose a Racing como un «cuadrito que no llena los ojos», carente de talentos individuales brillantes, pero reconociendo el enorme esfuerzo físico de sus jugadores, cuyas camisetas terminaban «empapadas de sudor».
Después de 39 partidos sin conocer la derrota, el récord invicto se rompió el 4 de septiembre tras caer 2–0 contra River Plate en el estadio Monumental. La racha duró casi un año, desde el 26 de septiembre de 1965 al 4 de septiembre de 1966. El partido también fue notorio por incidentes con particulares y fotógrafos en el campo de juego. A pesar de la derrota, hubo tranquilidad en el vestuario, sintiendo que se habían liberado del «fantasma del invicto» para concentrarse en ganar el campeonato.
Tras esta caída, la carrera por el campeonato se convirtió en un mano a mano contra River Plate. Racing mostró una fuerza moral y futbolística para recuperarse goleando 3–0 a Estudiantes de La Plata en la fecha siguiente, empatando milagrosamente 2–2 contra Huracán y superando ampliamente 3–0 a Argentinos Juniors. Particularmente, Perfumo recuerda de este partido cómo iban ganando por ese resultado en el primer tiempo y, en el vestuario, Pizzuti les dijo: «¿Qué esperan para ir para arriba, cagones?».
La siguiente victoria, 6–0 contra Ferro Carril Oeste en Caballito, tuvo una actuación consagratoria de Maschio y Martinoli, viéndose una intensidad mayor a la de otros partidos. El equipo comenzaba a ser una sensación en el país, y algunos lo comenzaron a comparar con el Santos, de Brasil, que ganó la Copa de Campeones de América 1962.
La recta final del campeonato fue intensa. Racing mantuvo la ventaja sobre River, a pesar de partidos difíciles . El partido clave fue contra Boca Juniors el 13 de noviembre, donde una victoria y un resultado favorable en el partido de River podían asegurar el título. Racing ganó un dramático partido 3–2 con un gol sobre el final de Cárdenas, sin haberse podido consagrar.
El 20 de noviembre, en la antepenúltima fecha del campeonato (36), llegó el partido consagratorio. En La Plata, ante Gimnasia y Esgrima, el equipo supo resistir el 0–0 durante los 90 minutos, y ese empate fue suficiente para coronarse campeón y dar la vuelta olímpica en el mítico estadio del Bosque
Tras ser campeón, Racing disputó el clásico de Avellaneda contra Independiente en un partido lleno de festejos previos y una vuelta olímpica. Racing ganaba 3 a 0 al finalizar el primer tiempo, pero Independiente logró empatar 3 a 3 en un segundo tiempo dramático, marcado por una invasión del campo de juego. El campeonato finalizó el 4 de diciembre con una victoria 2 a 1 contra San Lorenzo, con goles de Alfio Basile y Roberto Perfumo.
Cuatro jugadores que integraron el plantel estuvieron todos los partidos: Martín, Basile, Díaz y Rodríguez. El resto de los jugadores que estuvieron en el campeón fueron Rulli (37); Martinoli y Cárdenas (36); Carrizo y Perfumo (32); Maschio (31); Mori (27); Chabay (16); Cejas (8 partidos); Vicente (5), Rambert, Parenti (3), y Canadel y Vilanoba (1). Los goleadores fueron: Martinoli (18G); Rodríguez (16G); Maschio, Basile, Cárdenas y Díaz (6G); Rulli (4); Mori (3G); Perfumo (2G), y Chabay (1G). Señalaron en contra de su valla Andrés Martín (Gimnasia de La Plata) y Jorge Ginarte (Huracán).
|                                                   |
| \| \| \| \| \| Campeón Racing Club 15.º título \| |
|                                                   |
|                                                   |
| Campeón Racing Club 15.º título                   |

| Alineación: - Luis Carrizo - Roberto Perfumo - Rubén Díaz - Oscar Martín - Alfio Basile - Nelson Chabay - Néstor Rambert - Juan Carlos Rulli - Juan Carlos Cárdenas - Juan José Rodríguez - Humberto Maschio - DT: Juan José Pizzuti |  | CARRIZO BASILE CHABAY MARTÍN PERFUMO CÁRDENAS MASCHIO RODRÍGUEZ RULLI RAMBERT DÍAZ |
| CARRIZO BASILE CHABAY MARTÍN PERFUMO CÁRDENAS MASCHIO RODRÍGUEZ RULLI RAMBERT DÍAZ |  |                                                                                    |

## Temporada 1967
Empezaba el año 1967 y, en el primer semestre, debía disputar dos competiciones, el Metropolitano y la Copa Libertadores, a la que clasificó por ser el campeón argentino del año anterior. En el torneo local terminó primero en la fase de grupos y avanzó a la semifinal donde se cruzó con su clásico rival, Independiente, derrotándolo 2 a 0. En la final fue goleado 3 a 0 por Estudiantes de La Plata y no alcanzó el título.

### Copa Libertadores

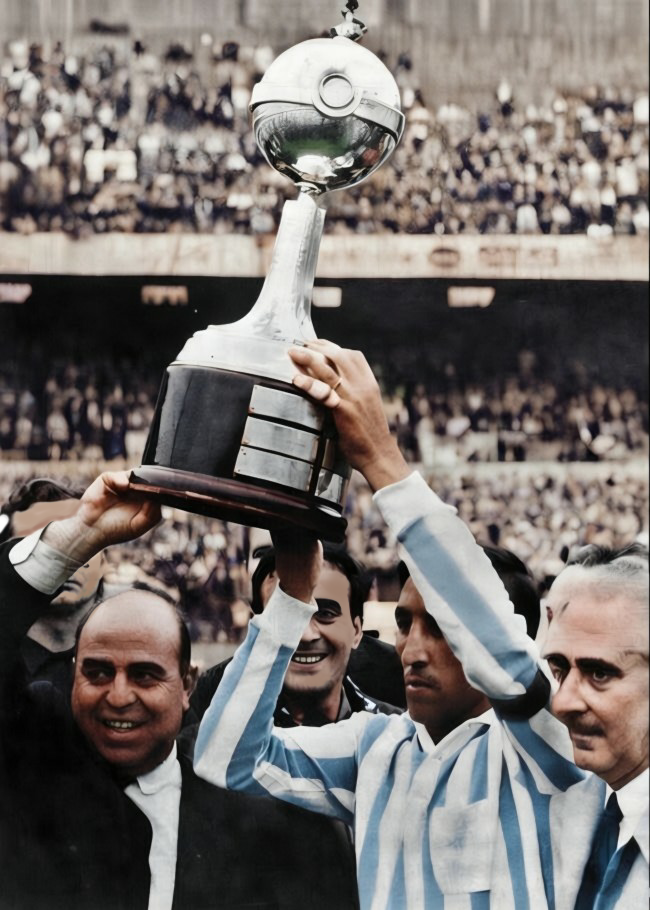
Martín, capitán del Equipo de José, levantando el trofeo de la Copa Libertadores.

Racing integró el Grupo 2, junto a su compatriota River Plate; 31 de Octubre y Bolívar, de Bolivia, e Independiente Medellín y Santa Fe, de Colombia. Debutó el 8 de marzo en Avellaneda, bajo lluvia intensa, con un 2–0 ante River Plate. El 15 de marzo cayó 3–0 ante 31 de Octubre en La Paz, afectado por la altitud. El 26 de marzo, venció 2–0 a Independiente Medellín en Colombia con una gran actuación de Cejas, quien le atajó un penal al experimentado Oreste Corbatta. 
El 27 de marzo, en el aeropuerto Olaya Herrera de Medellín —histórico por haber sido el punto de partida del vuelo en el que murió Carlos Gardel—, la delegación de Racing vivió un episodio dramático antes de viajar a Bogotá para enfrentar a Santa Fe. Una tormenta severa impedía las operaciones aéreas, y un empleado advirtió a los jugadores que no abordaran si el siguiente avión fallaba en aterrizar. Tras varios intentos fallidos, el plantel subió a un vuelo que atravesó intensas turbulencias y momentos de pánico. El avión logró aterrizar sin consecuencias en Bogotá. Impactados por la experiencia, los jugadores se juramentaron ganar la Copa Libertadores como agradecimiento por haber sobrevivido. A los dos días, vencieron 2–1 a Santa Fe.

Se trataba de un vuelo de una hora; de pronto, cerca de Medellín, el avión descendió como quinientos metros metros de golpe y a toda velocidad. «¡Nos matamos!», gritó el Bocha Maschio. Cuando todo parecía perdido, el piloto consiguió enderezar el avión.
Roberto Perfumo

Luego, superaron 2–0 a Bolívar en La Paz, con goles de Cardoso y Raffo. Entre abril y mayo, compartiendo sede y horarios con River Plate por cuestiones televisivas y calendáricas, golearon 5–2 a Independiente Medellín (Monumental), 4–1 a Santa Fe (El Cilindro), 6–0 a 31 de Octubre (El Cilindro), y 6–0 a Bolívar (Monumental), cerrando el grupo el 11 de mayo en Buenos Aires, con un 0–0 ante River Plate .
| Equipo                 | Pts. | PJ | PG | PE | PP | GF | GC | DG  |
| ---------------------- | ---- | -- | -- | -- | -- | -- | -- | --- |
| Racing Club            | 17   | 10 | 8  | 1  | 1  | 29 | 7  | +22 |
| River Plate            | 15   | 10 | 6  | 3  | 1  | 29 | 9  | +20 |
| Santa Fe               | 13   | 10 | 3  | 2  | 5  | 33 | 27 | +6  |
| Bolívar                | 5    | 10 | 2  | 4  | 4  | 11 | 21 | –10 |
| Independiente Medellín | 5    | 10 | 3  | 1  | 6  | 12 | 22 | –10 |
| 31 de Octubre          | 5    | 10 | 2  | 1  | 7  | 12 | 29 | –17 |

|  | Clasificados a la Semifinal. |

| Fecha       | Lugar        |                        |                      | Resultado |                      |                        |
| ----------- | ------------ | ---------------------- | -------------------- | --------- | -------------------- | ---------------------- |
| 8 de marzo  | Avellaneda   | Racing Club            | Bandera de Argentina | 2:0 (0:0) | Bandera de Argentina | River Plate            |
| 15 de marzo | La Paz       | 31 de Octubre          | Bandera de Bolivia   | 3:0 (2:0) | Bandera de Argentina | Racing Club            |
| 26 de marzo | Medellín     | Independiente Medellín | Bandera de Colombia  | 0:2 (0:0) | Bandera de Argentina | Racing Club            |
| 29 de marzo | Bogotá       | Santa Fe               | Bandera de Colombia  | 1:2 (0:1) | Bandera de Argentina | Racing Club            |
| 5 de abril  | La Paz       | Bolívar                | Bandera de Bolivia   | 0:2 (0:2) | Bandera de Argentina | Racing Club            |
| 18 de abril | Buenos Aires | Racing Club            | Bandera de Argentina | 5:2 (3:0) | Bandera de Colombia  | Independiente Medellín |
| 20 de abril | Avellaneda   | Racing Club            | Bandera de Argentina | 4:1 (2:0) | Bandera de Colombia  | Santa Fe               |
| 2 de mayo   | Avellaneda   | Racing Club            | Bandera de Argentina | 6:0 (3:0) | Bandera de Bolivia   | 31 de Octubre          |
| 4 de mayo   | Buenos Aires | Racing Club            | Bandera de Argentina | 6:0 (2:0) | Bandera de Bolivia   | Bolívar                |
| 11 de mayo  | Buenos Aires | River Plate            | Bandera de Argentina | 0:0       | Bandera de Argentina | Racing Club            |

Tras finalizar primero en su grupo, avanzó a las semifinales, donde volvió a coincidir con River Plate y enfrentó además a Colo-Colo de Chile y Universitario de Perú. El 1 de junio abrió esta fase con un empate 0–0 frente a River Plate en Buenos Aires. 
Luego, el 6 de junio, viajó a Lima y venció 2–1 a Universitario. Sin embargo, el 15 de junio, en Avellaneda, Racing sufrió un inesperado golpe tras perder 2–1 con el equipo peruano, que había comenzado perdiendo. Pese a este traspié, el 22 de junio derrotó 2–0 a Colo-Colo en Santiago y, el 28 de junio, 3–1 en Avellaneda.
Cerró el grupo el 12 de julio en el Cilindro, con un 3–1 ante River Plate. Al finalizar la fase, quedó igualado en puntos con Universitario, obligando a un partido de desempate en Santiago de Chile. Éste finalizó 2–0 a favor y, de esta forma, clasificó a la final de la Copa Libertadores.
| Equipo        | Pts. | PJ | PG | PE | PP | GF | GC | DG |
| ------------- | ---- | -- | -- | -- | -- | -- | -- | -- |
| Racing Club   | 9    | 6  | 4  | 1  | 1  | 11 | 5  | +6 |
| Universitario | 9    | 6  | 4  | 1  | 1  | 10 | 5  | +5 |
| River Plate   | 3    | 6  | 0  | 3  | 3  | 4  | 8  | –4 |
| Colo-Colo     | 3    | 6  | 1  | 1  | 4  | 3  | 10 | –7 |

|  | Clasificados a un desempate por la final. |

| Fecha       | Lugar        |               |                      | Resultado |                      |               |
| ----------- | ------------ | ------------- | -------------------- | --------- | -------------------- | ------------- |
| 1 de junio  | Buenos Aires | River Plate   | Bandera de Argentina | 0:0       | Bandera de Argentina | Racing Club   |
| 7 de junio  | Lima         | Universitario | Bandera de Perú      | 1:2 (1:2) | Bandera de Argentina | Racing Club   |
| 15 de junio | Avellaneda   | Racing Club   | Bandera de Argentina | 1:2 (1:2) | Bandera de Perú      | Universitario |
| 22 de junio | Santiago     | Colo-Colo     | Bandera de Chile     | 0:2 (0:1) | Bandera de Argentina | Racing Club   |
| 28 de junio | Avellaneda   | Racing Club   | Bandera de Argentina | 3:1 (2:0) | Bandera de Chile     | Colo-Colo     |
| 12 de julio | Avellaneda   | Racing Club   | Bandera de Argentina | 3:1 (2:1) | Bandera de Argentina | River Plate   |
| 18 de julio | Santiago     | Universitario | Bandera de Perú      | 1:2 (0:1) | Bandera de Argentina | Racing Club   |

Se enfrentó a Nacional de Uruguay, país que mantiene una rivalidad futbolística con Argentina. El 15 de agosto se jugó el primer partido en Avellaneda: un sobrio empate 0–0, mismo que se repitió en Montevideo el 25 de agosto, pese a que la prensa argentina vaticinó un desenlace adverso ante el poderío del conjunto uruguayo en el Estadio Centenario.
El 29 de agosto se celebró un partido de desempate en Santiago de Chile, donde Racing ganó 2–1 y se consagró campeón de la edición más extensa de la Copa Libertadores.
| Equipo      | Pts. | PJ | PG | PE | PP | GF | GC | DG |
| ----------- | ---- | -- | -- | -- | -- | -- | -- | -- |
| Racing Club | 4    | 3  | 1  | 2  | 0  | 2  | 1  | +1 |
| Nacional    | 2    | 3  | 0  | 2  | 1  | 1  | 2  | –1 |

|  | Campeón. |

| Fecha        | Lugar      |             |                      | Resultado |                      |             |
| ------------ | ---------- | ----------- | -------------------- | --------- | -------------------- | ----------- |
| 15 de agosto | Avellaneda | Racing Club | Bandera de Argentina | 0:0       | Bandera de Uruguay   | Nacional    |
| 25 de agosto | Montevideo | Nacional    | Bandera de Uruguay   | 0:0       | Bandera de Argentina | Racing Club |
| 29 de agosto | Santiago   | Nacional    | Bandera de Uruguay   | 1:2 (0:2) | Bandera de Argentina | Racing Club |

|                                                   |
| \| \| \| \| \| Campeón Racing Club 1.er título \| |
|                                                   |
|                                                   |
| Campeón Racing Club 1.er título                   |

| Nombre               | Partidos |
| -------------------- | -------- |
| Roberto Perfumo      | 20       |
| Juan Carlos Rulli    | 18       |
| Alfio Basile         | 17       |
| Juan Carlos Cárdenas | 17       |
| Oscar Martín         | 17       |
| Humberto Maschio     | 17       |
| Norberto Raffo       | 17       |
| Miguel Mori          | 16       |
| Agustín Cejas        | 15       |
| Rubén Díaz           | 15       |
| Juan José Rodríguez  | 15       |
| Fernando Parenti     | 13       |
| João Cardoso         | 9        |
| Nelson Chabay        | 7        |
| Jaime Martinoli      | 6        |
| Néstor Rambert       | 5        |
| Antonino Spilinga    | 4        |
| Antonio Manillo      | 4        |
| Rodolfo Vilanova     | 3        |
| Luis Carrizo         | 2        |
| Oscar Cáceres        | 1        |

| Nombre               | Goles |
| -------------------- | ----- |
| Norberto Raffo       | 14    |
| Juan Carlos Cárdenas | 7     |
| Humberto Maschio     | 6     |
| Juan José Rodríguez  | 5     |
| João Cardoso         | 3     |
| Jaime Martinoli      | 2     |
| Fernando Parenti     | 2     |
| Néstor Rambert       | 2     |
| Alfio Basile         | 1     |
| Rubén Díaz           | 1     |
| Roberto Perfumo      | 1     |

### Copa Intercontinental
La conquista de América lo clasificó a la Copa intercontinental, donde debió disputar el título de campeón mundial ante el Celtic, de Escocia, en una eliminatoria a doble partido. El calendario apretado del equipo obligó a la postergación de varios encuentros correspondientes del Nacional, jugado en simultáneo y al cual Pizzuti le dio poca importancia.

Con saber que era el campeón de Europa nos bastaba para saber que serían muy buenos. Por otro lado, yo sentía que no podía pedirle más al equipo. Había superado las expectativas. Pensaba: «Si nos va mal seremos subcampeones, y perdiendo ante el mejor de Europa». Pero también me decía: «Pero primero veremos si nos pueden ganar». Así que puse manos a la obra, consulté a gente que había estado en Europa, hubo técnicos que me dieron datos.
Juan José Pizzuti

La ida se jugó el 18 de octubre en Glasgow. Allí, pese a caer apenas 1–0, Racing exhibió una actuación de gran solidez defensiva, según los análisis de las revistas Marca (España) y La Gazzeta dello Sport (Italia), misma que fue criticada por los medios británicos de The Daily Telegraph, The Guardian, The Times, The Sun, Daily Mail y The Evening Citizen. Además, como destacó L'Équipe (Francia): «Mostró una determinación que muchos creían fuera de su alcance».

Tito nunca se preocupaba del rival, nunca nos hablaba de los contrarios. Sin embargo, en Glasgow nos repartió una cartilla con un resumen de las condiciones, las capacidades y los movimientos de los jugadores escoceses. Y en la charla previa sólo nos habló de qué haríamos al atacar. «Qué hacer en defensa, ustedes lo saben porque les di el librito», nos dijo. Fue el único día en mi vida que escuché a Pizzuti hablar del rival.
Humberto Maschio

La vuelta se disputó el 1 de noviembre en Avellaneda, con un Cilindro repleto. Racing comenzó perdiendo por un penal, pero terminó dándolo vuelta 2–1 con goles de Raffo y Cárdenas, empatando así la serie. Según El Gráfico, el equipo fue más ofensivo que en la ida, con buenas intervenciones de Maschio.

En materia defensiva, Pizzuti nos llamó la atención sobre las proyecciones de Gemmell. Pero nos recalcó lo que teníamos que hacer en ataque, incluso fue muy astuto porque le jugamos con cuatro delanteros. Cardoso, Yaya Rodríguez, Raffo y yo, y el único que se tiraba unos metros atrás era yo. Arriesgábamos porque sabíamos que atrás éramos muy fuertes.
Juan Carlos Cárdenas

El desempate tuvo lugar el 4 de noviembre en Montevideo, con presencia adversa del público uruguayo. El partido, escaso de fútbol e imperante desde la violencia, tuvo a dos expulsados de Racing (Basile y Rulli). A pesar de ello, Cárdenas anotó un gol histórico que consagró por primera vez a un equipo argentino como campeón del mundo.

Cuando el equipo volvió a Argentina, una multitud lo recibió en el Cilindro. En la siguiente fecha del Nacional, River Plate reconoció a su rival con un pasillo. Lo particular vino en la última fecha, donde Independiente, que se consagró campeón del torneo ese mismo partido, también celebró la conquista mundial de Racing.
| Equipo      | Pts. | PJ | PG | PE | PP | GF | GC | DG |
| ----------- | ---- | -- | -- | -- | -- | -- | -- | -- |
| Racing Club | 6    | 3  | 2  | 0  | 1  | 3  | 2  | +1 |
| Celtic      | 3    | 3  | 1  | 0  | 2  | 2  | 3  | –1 |

|  | Campeón. |

| Fecha          | Lugar      |             |                      | Resultado |                      |             |
| -------------- | ---------- | ----------- | -------------------- | --------- | -------------------- | ----------- |
| 18 de octubre  | Glasgow    | Celtic      | Bandera de Escocia   | 1:0 (0:0) | Bandera de Argentina | Racing Club |
| 1 de noviembre | Avellaneda | Racing Club | Bandera de Argentina | 2:1 (1:1) | Bandera de Escocia   | Celtic      |
| 4 de noviembre | Montevideo | Racing Club | Bandera de Argentina | 1:0 (0:0) | Bandera de Escocia   | Celtic      |

|                                                   |
| \| \| \| \| \| Campeón Racing Club 1.er título \| |
|                                                   |
|                                                   |
| Campeón Racing Club 1.er título                   |

| Alineación: - Agustín Cejas - Roberto Perfumo - João Cardoso - Oscar Martín - Alfio Basile - Nelson Chabay - Norberto Raffo - Juan Carlos Rulli - Juan Carlos Cárdenas - Juan José Rodríguez - Humberto Maschio - DT: Juan José Pizzuti |  | CEJAS BASILE CHABAY MARTÍN PERFUMO CÁRDENAS MASCHIO RODRÍGUEZ RULLI RAFFO CARDOSO |
| CEJAS BASILE CHABAY MARTÍN PERFUMO CÁRDENAS MASCHIO RODRÍGUEZ RULLI RAFFO CARDOSO |  |                                                                                   |

## Últimos años de mandato
En la Copa Libertadores 1968 llega hasta la semifinal contra Estudiantes de La Plata, ganando el primer partido por 2-0 (goles de Maschio y Perfumo), perdiendo el segundo partido por 3-0 y empatando el tercero 1-1 (con gol de Cárdenas), pero quedando afuera por diferencia de gol. El Pincha se consagraría campeón.
Durante el mes de agosto, Racing Club como flamante campeón mundial consagrado el año anterior (el primer equipo argentino en lograrlo), realizó una gira Europea por invitación, participando de 2 copas internacionales organizadas ambas en España por la Real Federación Española de Fútbol.
Así se convirtió en el primer equipo del continente en obtener la octava edición del Trofeo Costa del Sol organizado por La RFEF, con el Málaga Club de Fútbol y el Ayuntamiento de Málaga. En este cuadrangular participaron Racing Club (Argentina), Málaga (España), Real Madrid (España) y el Anderlecht (Bélgica).
En dicha gira, también se convierte en el primer equipo del mundo en obtener la primera edición del Trofeo Conde de Fenosa organizado por La RFEF, disputado en La Coruña y financiado por el filántropo Pedro Barrié de la Maza. En esta copa disputada de forma triangular participaron Racing (Argentina), Deportivo La Coruña (España) y el Clube de Regatas do Flamengo (Brasil). La Academia volvería a la Argentina con dos copas internacionales amistosas más en su palmarés.
En el Metropolitano 1969 sale primero de su grupo con 35 puntos, por 14 victorias, 7 empates y 1 derrota, con 45 goles a favor y 16 en contra. Llegando hasta la semifinal, en la que pierde contra Chacarita por 1 a 0. El goleador del torneo fue Wálter Machado da Silva con 14 goles.
Una vez terminado el Torneo Nacional de 1969, el entrenador Juan José Pizzuti dejó el cargo para dirigir a la Selección Nacional años 1970 a 1972 incluyendo el primer torneo internacional luego de la eliminación al Mundial de México de 1970 que fue la Copa Independencia Brasil 1972 donde ganaría la Copa América 1959 previamente como jugador. Juan José Pizzuti falleció el 24 de enero de 2020 (92 años) en la Ciudad Autónoma de Buenos Aires.

## Estadísticas
| Torneo                              | Posición       |
| ----------------------------------- | -------------- |
| 1965 Campeonato de Primera División | 5.º            |
| 1966 Campeonato de Primera División | Campeón        |
| 1967 Campeonato Metropolitano       | Final          |
| 1967 Campeonato Nacional            | 13.º           |
| 1968 Campeonato Metropolitano       | Fase de grupos |
| 1968 Campeonato Nacional            | 3º             |
| 1969 Campeonato Metropolitano       | Semifinal      |
| 1969 Campeonato Nacional            | 8.º            |

| Torneo                 | Posición  |
| ---------------------- | --------- |
| 1967 Copa Libertadores | Campeón   |
| 1968 Copa Libertadores | Semifinal |

| Torneo                     | Posición |
| -------------------------- | -------- |
| 1967 Copa Intercontinental | Campeón  |

## Récords
- Juan José Pizzuti es el director técnico que más partidos se mantuvo invicto en la Primera División de Argentina logrando estar 39 encuentros sin perder.

(Si bien en el año 1999 Boca Juniors logra la marca de 40 partidos sin derrotas bajo la conducción de Carlos Bianchi, se debe considerar que 5 partidos de dicha racha - fechas 15 a 19 inclusive del Clausura 1998- fueron con Carlos Maria Garcia Cambon como DT de modo que C. Bianchi, solo estuvo invicto 35 partidos.)
- Fue el equipo argentino que más partidos se mantuvo invicto en el profesionalismo hasta 1999.
- Fue el primer equipo argentino en ganar la Copa Intercontinental.
- Fue el segundo equipo argentino en ganar la Copa Libertadores.
- Fue el campeón argentino con mejor puntaje en los campeonatos de primera división obteniendo 61 puntos.
- Fue el ganador de la Copa Libertadores más larga de la historia habiendo tenido que disputar 20 encuentros para conseguirla.